# قرمشة
القرمشة هي الإحساس الناتج عن طحن مادة غذائية بشكل خفيف. تختلف القرمشة عن الهشاشة في أن العنصر المقرمش يتحول إلى ذرات بسرعة، بينما يوفر العنصر المقرمش مقاومة حبيبية مستدامة لحركة الفك. 
الأطعمة المقرمشة ترتبط بالانتعاش، وخاصة في الخضروات. في الأطعمة التي تحتوي على الخبز، يمكن أن ترتبط القرمشة بالجفاف. من الأطعمة الأخرى التي ترتبط عادةً بهذا الإحساس المكسرات والحلويات.
يمكن تقييم الصلابة على أساس الصوت، أو على أساس الإشارات الشفوية واللمسية أو على أساس مزيج من المعلومات السمعية والشفوية واللمسية. تردد صوتي 1.9 يبدو أن كيلوهرتز يمثل الحد الفاصل بين الإحساسين، مع وجود قرمشة عند الترددات الأقل، ووضوح عند الترددات الأعلى.